# Life Is Sweet
Life Is Sweet (bra A Vida É Doce) é um filme britânico de 1991, do gênero comédia dramática, dirigido por Mike Leigh. 
O filme faz parte da lista dos 1000 melhores filmes de todos os tempos do New York Times.